# Shameboy
Luuk Cox, également connu sous son pseudonyme de Shameboy, né le 3 août 1972 à Kerkrade aux Pays-Bas, est un compositeur, producteur multi-instrumentiste et artiste interprète néerlandais.
Ses références comme compositeur et producteur incluent Loïc Nottet, Stromae, Girls in Hawaii, Racoon, Emma Bale, Cattle & Cane, Arsenal, Innerspace Orchestra, Molly, Maaike Ouboter, Eva De Roovere, Tim Vanhamel, Mickey, Roscoe, Ostyn, Team William, Marco Z et Compact Disk Dummies parmi beaucoup d’autres. Luuk Cox a remixé pour des artistes comme WILL.I.AM, Nicki Minaj et Booka Shade. L'éditeur actuel de Luuk Cox est Music All Stars.

## Biographie
Après avoir déménagé en Belgique, Luuk Cox devient batteur de Buscemi, dj-artiste-interprète et producteur de musique électronique avec des influences Latino, House, Jazz, Afrobeat, Brazilian and Drum and Bass. Luuk Cox a créé en 2004 Shameboy, un projet de musique électronique éclectique, inspiré par Kraftwerk et The Chemical Brothers. 
Shameboy est actuellement[Quand ?] signé avec Sony Music Entertainment.

## Production / Writing
- Alien Love - Fùgù Mango (2017)
- Team 8 - Loïc Nottet (2017)
- Look Ahead and See the Disctance - Racoon (2017)
- Curaçao - Emma Bale (2017)
- Million Eyes - Loïc Nottet (2016)
- I'm Not Lost - Tom Frantzis (2016)
- Silver Souls - Compact Disk Dummies (2016)
- Rhythm Inside - Loïc Nottet (2015)
- En Hoe Het Dan Ook Weer Dag Wordt - Maaike Ouboter (2015)
- Mont Royal - Roscoe (2015)
- Drama - Team William (2015)
- Bibles EP - Bibles (2015)
- Smoke Behind The Sound - My Little Cheap Dictaphone (2014)
- No South Ot the South Pole - Ostyn (2014)
- Viert - Eva De Roovere (2013)
- Everest - Girls In Hawaii (2013)
- Ta fête - Stromae (2013)
- If You Go Away - Tout va bien (2013)
- The Ordinary Life Of Marco Z - Marco Z (2012)
- Pushing - Andy (2012)
- Fysl - Fysl (2011)
- Familiar Sounds - Buffoon (2010)
- Far Away Look - Krakow (2009)
- Hot Shot - Nudex (2009)
- Raise Cain - Roadburg (2009)
- The Nicholsons - The Nicholsons (2009)
- High Speed Killer Ride - Waxdolls (2009)
- God Save The King - Marcus (2008)
- Nailpin Iii - Nailpin (2008)
- Sinner Songs - The Rones (2008)
- As The Heart Is - Krakow (2007)
- Bonfini - Lottergirls (2007)
- Nonsense & Crackwhores - The Rones (2007)
- Welcome To The Blue House - Tim Vanhamel (2007)
- Horns, Halos And Mobile Phones - Horns (2006)
- Outsides - Arsenal (2005)
- Before The Dawn - Antal Walgrave (2002)

## Remixes
- Peace Or Violence (Shameboy Remix) - Stromae (2013)
- Betamax (Shameboy Remix) - Big Black Delta (2012)
- Tomorrow Belongs To Us (Shameboy Remix) - Booka Shade (2012)
- Goodbye Elvis (Shameboy Remix) - Doc Trashz & Shameboy (2012)
- Morphosis (Shameboy Remix) - Shaved Monkeys (2012)
- Zefix (Shameboy Remix) - Bobble (2011)
- Here Comes (Shameboy Remix) - Foamo (2011)
- Poisson Vert (Shameboy Remix) - Nobody Beats The Drum &… (2011)
- The More That I Do (Shameboy Remix) - Sharam Jej (2011)
- Suave (Shameboy Remix) - Super Super (2011)
- Check It Out (Shameboy Remix) - WILL.I.AM., Nicki Minaj (2010)
- Nukes Of Hazard (Shameboy Remix) - Boemklatsch Ft. Mike Lord (2010)
- Transient (Shameboy Remix) - Clash The Disko Kids (2010)
- Deep Throat (Shameboy Remix) - Distrakkt (2010)
- Losing Control (Shameboy Remix) -Jaimie Fanatic (2010)
- Scream (Shameboy Remix) - Kelis (2010)
- Mario Is Under Acid (Shameboy Remix) - Mr Magnetik (2010)
- Out Of Control (Shameboy Remix) - S-File (2010)
- Strobot (Netsky Remix) - Netsky (2010)
- Alors On Danse (Shameboy Remix) - Stromae (2010)
- House'Llelujah (Shameboy Remix) - Stromae (2010)
- Peppermint (Shameboy Remix) - Plastic Operator (2008)
- Sahib Balkan (Shameboy Remix) - Buscemi (2007)
- Bonfini (Shameboy Remix) - Lottergirls (2007)

## Shameboy
- Be With You (2015)
- All-in For You (2014)
- Trippin (2014)
- 808 State Of Mind (2010)
- At The Pyramid Marquee (2008)
- Heartcore (2007)
- Hi, Lo And In Between (2006)